# HTC J Butterfly
HTC J Butterfly（日本型號：HTL21）是由日本電信業者KDDI旗下之au向臺灣電子製造商宏達電訂製的客製機，2012年11月在日本推出，2012年冬季開始獨家販售。其以HTC J系列命名是為表示宏達電重新登入日本市場，J代表日本（Japan）的意思。HTC J Butterfly也是第一支搭載1080p螢幕的手機。
HTC J Butterfly有許多兄弟機，有美國電信商客製的Verizon Droid DNA by HTC、中國大陸電信商客製的HTC Butterfly、國際版的HTC Butterfly、國際版的HTC Butterfly s、中國大陸電信商客製的HTC Butterfly s。這些兄弟機們各個規格略有不同。

## 顏色
- 顏色包括：

| 顏色 | 名稱 | 英語  |  |
| ---- | ---- | ----- |  |
|      | 紅色 | Red   |  |
|      | 黑色 | Black |  |
|      | 白色 | White |  |

## 規格[1]
- 螢幕：5" Super LCD 3 1920x1080 Pixels，螢幕解析度為440ppi。
- 處理器：Qualcomm Snapdragon S4  APQ8064 1.5Ghz 四核心 平台
- 主相機：800萬畫素BIS CMOS, 光圈F/2.0,配置五段亮度自動調節LED閃光燈，1080p錄影，HTC VideoPic
- 前置相機：210萬畫素,88度廣視角拍攝,"Auto Portrait" 自動偵測人臉自拍模式
- 感應器：

重力感應器 (G-Sensor)
數位羅盤
距離近感應器
環境光線感應器
陀螺儀
- 重量：140g
- 尺寸：長143mm 寬71mm 厚9.2mm
- 記憶體：2GB RAM/16GB ROM
- 顔色：● 黑、● 紅、○ 白
- 其他功能：One-Seg  數位電視、FeliCa 電子錢包、紅外線傳輸、Beats audio、IPX5防潑水、NFC
- 産地： 中華民國臺灣
- 上市時間： 日本：2012年11月20日

## 特色
- IPX5防潑水
- 金屬充電接點
- 背面提示燈

## 預裝的應用程式
- 系統內建：電話、簡訊、Voice Mail、音樂(うたパス)、影片(ビデオパス)、相機、相片集、錄音與三段亮度手電筒App、GPS衛星定位(支援五種解鎖)、 NFC晶片、Friends Note、FootPrint、以及需要聯網的〈Internet、Google搜尋、Google Talk、Play Store、天氣、信件、Friend Stream、Location進階導航〉。
- 與電信運營商合作的應用程式: KDDI E-mail、auウィジェット。
- 與第三方合作置入的應用程式: Skype、Polaris Office、Peep、Teeter。

## 相繼型號
| 前任： HTC J (ISW13HT) | 'HTC J Butterfly' (HTL21) | 繼任： HTC J One (HTL22) |

## 官方網站
- HTC臺灣官網介紹
  - HTC butterfly 概觀
- HTC日本官網介紹
  - HTC J butterfly概要（页面存档备份，存于）
- au KDDI官網介紹
  - HTC J butterfly製品介紹